# Chichi ariki
Chichi ariki (父ありき, Hi havia un pare) és una pel·lícula japonesa de 1942 dirigida per Yasujirō Ozu.

## Argument
Shuhei Horikawa (Chishū Ryū) treballa com a professor de matemàtiques en una escola secundària. Vidu, té un fill de deu anys anomenat Ryohei (Haruhiko Tsuda), que estudia a la mateixa escola. Un dia, mentre sortia a classe d'excursió, un dels seus alumnes s'ofega després de fugir amb un company de classe en un viatge secret en vaixell. Shuhei es culpa a si mateix de l'accident i deixa la seva feina com a docent per remordiment.
Shuhei matricula el seu fill a una escola secundària a Ueda, on Ryohei estudia com a pensionista, i va a treballar a Tòquio per finançar l'educació del seu fill.
Passen els anys. El Ryohei (Shūji Sano), de vint-i-cinc anys, ha acabat la universitat i ell mateix s'ha convertit en professor d'escola a Akita. Shuhei ara treballa com a dependent en una fàbrica tèxtil de Tòquio i els dos es troben de tant en tant. Ryohei pensa deixar la seva feina d'ensenyant per unir-se al seu pare a Tòquio, però en Shuhei li retreu que no hagi fet el que decreta el seu deure. Ryohei es pren unes vacances de deu dies per reunir-se amb el seu pare a Tòquio. Juntament amb el director retirat Makoto Hirata (Takeshi Sakamoto), Shuhei assisteix a una trobada amb els seus antics alumnes i el grup recorda els seus dies escolars. Quan Shuhei torna a casa, pateix un ictus i és ingressat a l'hospital. Demana a la filla d'Hirata, Fumiko (Mitsuko Mito) que cuidi el seu fill, i mor poc després. L'escena final mostra a Ryohei i la seva nova dona Fumiko tornant a Akita, amb l'urna que conté les cendres del seu pare descansant al portaequipatges; tots dos han acordat viure junts amb el germà petit d'Hirata i la Fumiko.

## Producció

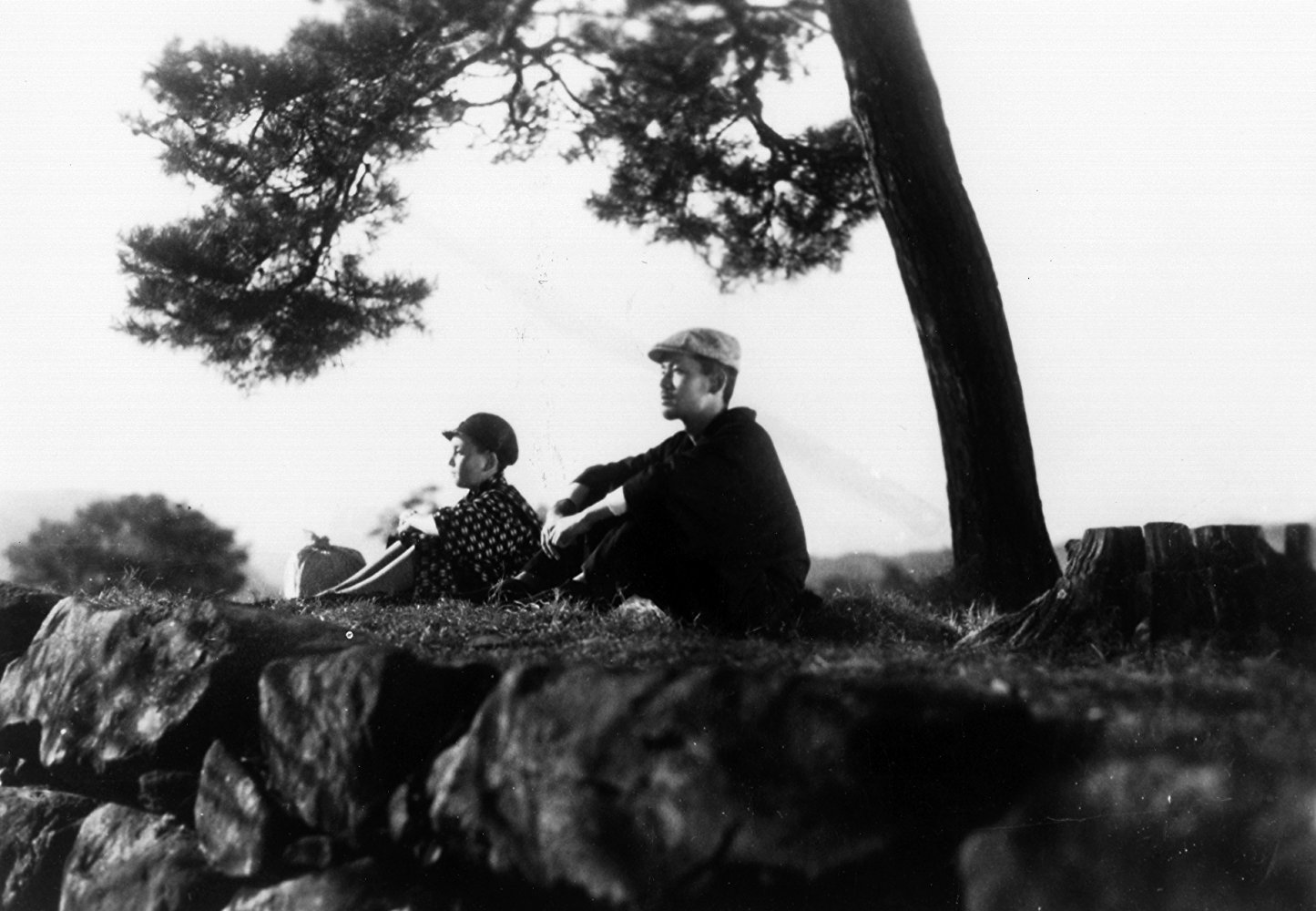
Chishū Ryū i Haruhiko Tsuda com a pare i fill

Yasujirō Ozu va escriure el primer esborrany de Chichi ariki abans d'anar a la Xina el 1937. En tornar al Japó, el va reescriure, sentint que "encara es podria millorar".

## Alliberament
Chichi ariki es va estrenar l'1 d'abril de 1942. Les úniques impressions existents de la pel·lícula van ser retallades pels censors de Douglas MacArthur per versions de postguerra.

## Recepció
Chichi ariki va ocupar el segon lloc a l'enquesta anual de crítics de Kinema Junpo sobre les deu millors pel·lícules del Japó. Actualment té una puntuació del 100% a Rotten Tomatoes. Trevor Johnston de Time Out va elogiar l'actuació de Ryu, argumentant que "l'estoica interpretació de l'actor ofereix una actuació impactant pels segles." Richard Brody de The New Yorker va escriure: "En matisos tan esgarrifosos com el dolor silenciós de Shuhei, la seva rígida deferència cap a l'autoritat, la seva alegre anticipació del servei militar de Ryohei i les lliçons serenes de Ryohei sobre el poder destructiu de TNT, Ozu revela una societat dirigint-se cegament cap a l'abisme i destruint el seu futur en nom del passat."

## Mitjans domèstics
Chihi ariki es va publicar en DVD juntament amb Hitori musuko d'Ozu per The Criterion Collection el 13 de juliol de 2010.
El 2011, el BFI va llançar un DVD de la regió 2 de la pel·lícula com a característica addicional a la seva edició de doble format (Blu-ray + DVD) d' Higanbana.